# Вінтаж ТВ
Вінтаж ТВ — закритий український цифровий ефірний та супутниковий канал.

## Про телеканал
Тематика каналу — розважально-культурологічна. За словами засновників, мета телеканалу полягала у створенні гарного настрою, він показував традиції, культуру та спосіб життя людей у часи, що вже минули. 
Також в ефірі, згідно ліцензії, транслювались інформаційно-аналітичні, публіцистичні, культурно-мистецькі, науково-просвітницькі та розважальні передачі. Були програми з підбіркою музичних кліпів. Показувалися дитячі передачі та аудіовізуальні твори, розраховані на дитячу аудиторію. Були передачі і іншого тематичного спрямування та філмопоказ. В ефірі були телемагазини «Genuine TV» та «Соната», ретранслювались програми телеканалів «Рибалка» та «Настоящее время».

За словами директора «Вінтаж ТВ» Олесі Кисель (яка в 2010-2013 роках була головним директором та генеральним продюсером телеканалу «Погода ТБ»), коли створювався канал, як видно з його назви, було обрано концепцію ретроканалу. У порівнянні з сіткою мовлення інших каналів, ніша старого доброго кіно, казок, класики залишалася вільною. Тому канал залишався з таким самим форматом, як і був. За задумом пані Кисель, розвивати канал планувалося не для аудиторії 50 років і вище, так би мовити «канал вашої молодості», а щоб це був «канал вашого дитинства». На запитання, чи це буде канал для дітей, директор відповіла: 
Ні, це буде «Вінтаж», але для ширшої аудиторії. Буде контент і для дітей, і для мене, наприклад. Для мене це канал мого дитинства, а для моєї мами — канал її молодості.

## Історія
В 2011 році телеканал «Вінтаж ТВ» (ТОВ «Корона Санрайс») став переможцем конкурсу на цифрове ефірне мовлення у мультиплексі МХ-5 загальнонаціональної мережі DVB-T2. Розпочав мовлення 7 серпня 2012 року.
У серпні 2014 року канал змінив своїх власників, директора й місцезнаходження. Власником компанії раніше значилася Ірина Коморська, тепер же ним став Роман Ворона. Директором замість Ірини Коморської стала Олеся Кисель. Хто був раніше реальним власником ТОВ «Корона Санрайс» — достеменно невідомо. Компанія в минулому мала спільну адресу з ТОВ «Голдберрі» (цифровий канал «Голдберрі») і ТОВ «Аспера 2011» (цифровий канал «Ескулап TV»). Ці компанії мали зв'язок з телеканалом «ТОНІС», кінцевим власником якого, за даними розслідування сайту «Наші гроші», могли бути Олександр Янукович та Сергій Арбузов. 
В листопаді того ж року знову змінились власники телеканалу «Вінтаж ТВ» — ними стали харківський бізнесмен Андрій Карпій і компанія «Перша Українська Медіа Група», що йому належить. Частка пана Карпія становить 1%, ТОВ «І Українська Медіа Група» — 95%.
1 квітня 2015 року провайдер цифрового телебачення «Зеонбуд» вимкнув канал через заборгованість за послуги з розповсюдження цифрового сигналу. Про це провайдер попередив Нацраду ще  13 березня.
9 квітня 2015 року Національна рада України з питань телебачення і радіомовлення прийняла рішення про видачу ліцензії на супутникове мовлення телеканалу «Вінтаж». Канал вирішив почати мовити на супутнику, щоб не втрачати аудиторію та доставляти сигнал до кабельних провайдерів. Того ж дня канал почав некодоване мовлення (FTA) на супутнику Astra 4A (4.8 ° E) у тестовому режимі в форматі MPEG-4.
20 липня 2017 року Нацрада на виконання рішення суду вилучила телеканал «Вінтаж», вимкнений «Зеонбудом» за борги, з ліцензії провайдера загальнонаціонального цифрового ефірного мультиплексу МХ-5. 
11 липня 2018 року Нацрада відмовила ТОВ «Корона Санрайс» у продовженні цифрової ліцензії через те, що канал неодноразово порушував умови ліцензії та вимоги чинного законодавства. За період дії ліцензії до телеканалу було застосовано чотири санкції: три попередження і накладання штрафу. До того ж, телеканал не вів мовлення.
12 лютого 2021 року Національна рада з питань телебачення та радіомовлення продовжила та переоформила ліцензію каналу «Вінтаж ТВ» (компанія ТОВ «Корона Санрайс»). Заяву щодо продовження ліцензії регулятор розглянув повторно через рішення Окружного адміністративного суду. Компанії вдалось вирішити питання боргу «Зеонбуду» і оператор був готовий відновити співпрацю. Завдяки інвестиціям від «Корона Санрайс» «Зеонбуд» зміг переналаштувати мережу МХ-5, була збільшена ємність мультиплексу і з’явилось місце для ще одного каналу.
25 Березня 2021 року Національна рада переоформила ліцензію провайдера-оператора цифрового ефірного телебачення «Зеонбуду» і включила до складу мультиплексу МХ-5 канал «Вінтаж ТВ».
Навесні 2021 року ТОВ «ТРК „Інтеррадіо“», яка володіє «4 каналом», придбала ТОВ «Корона Санрайс».
У травні 2021 року харківський бізнесмен Андрій Карпій продав свій супутниковий канал «Вінтаж ТВ». На його базі нові власники збирались запустити економічний канал Ukrainian News Channel.  Втім, сам формат каналу перший час не змінювався, у сітці мовлення тимчасово залишалися розважальні програми та фільмопоказ.
1 червня 2021 року телеканал «Вінтаж ТВ» відновив мовлення в мультиплексі МХ-5 цифрового ефірного телебачення DVB-Т2 та перейшов у ефірній цифрі на формат 16:9.
19 липня 2014 року на частотах телеканалу «Вінтаж» у мультиплексі MX-5 розпочав мовлення «4 канал».
29 липня 2021 року телеканал переоформив супутникову ліцензію ТОВ «ТРК „Вінтаж ТВ“» на логотип «UNC», а 5 серпня змінилась назва юридичної особи-власника з ТОВ «Телерадіокомпанія „Вінтаж ТВ“» на ТОВ «Телерадіокомпанія „ЮНС“». 
20 серпня 2021 року телеканал «Вінтаж ТВ» припинив своє мовлення на супутнику. Замість нього почав мовити телеканал «Ukrainian News Channel» («UNC»).

## Програми
- На килим
- В ефірі
- Про театр
- Авто Вінтаж
- Продорожник
- Культ-компас
- Stay home
- Підзарядка
- Культура і мистецтво народів світу
- Феєрія мандрів
- Подивись та посміхнись
- Концертна зала
- На часі
- Огляд світових подій
- Інтер'єр в деталях
- Саквояж історій
- Music NonStop
- Чоловіча кухня
- Travel blog
- Джип Біп Папа
- Монологи в кіно
- Твій дім

## Логотипи
Телеканал змінив 3 логотипи.
| Логотип | Опис |
| ------- | --- |
|         | З 7 серпня 2012 по 16 вересня 2014 року логотипом телеканалу був чорний великий капелюх з чорним англійським написом «Vintage». Логотип непрозорий. Знаходився у лівому верхньому куті. |
|         | З 17 вересня по 18 жовтня 2014 року використовувався логотип з написом «Vintage», біля букви «e» був капелюх. В ефiрi був білого кольору. Знаходився там само. |
|         | З 18 жовтня 2014 по 19 серпня 2021 року використовувався логотип схожий на попередній, але слово «Vintage» замінено на «Вінтаж», також під лінією знаходилася абревіатура «ТВ», біля букви «ж» був капелюх. В ефiрi був білого кольору. Знаходився там само. З 1 по 19 червня 2021 року логотип в ефiрi DVB-T2 був фіолетового кольору i знаходився в правому верхньому кутi. Також на каналі у цифровому ефірному мовленні було iнше оформлення міжпрограмних заставок. |